# Ричардсон (тауншип, Миннесота)
Ричардсон (англ. Richardson) — тауншип в округе Моррисон, Миннесота, США. На 2000 год его население составило 485 человек.

## География
По данным Бюро переписи населения США площадь тауншипа составляет 93,8 км², из которых 88,4 км² занимает суша, а 5,4 км² — вода (5,72 %).

## Демография
По данным переписи населения 2000 года здесь находились 485 человек, 209 домохозяйств и 152 семьи.  Плотность населения —  5,5 чел./км².  На территории тауншипа расположено 412 построек со средней плотностью 4,7 построек на один квадратный километр. Расовый состав населения: 97,32 % белых, 0,21 % афроамериканцев, 0,62 % коренных американцев, 0,41 % азиатов, 1,03 % — других рас США и 0,41 % приходится на две или более других рас. Испанцы или латиноамериканцы любой расы составляли 1,44 % от популяции тауншипа.
Из 209 домохозяйств в 27,3 % воспитывались дети до 18 лет, в 63,2 % проживали супружеские пары, в 5,7 % проживали незамужние женщины и в 26,8 % домохозяйств проживали несемейные люди. 24,4 % домохозяйств состояли из одного человека, при том 9,6 % из — одиноких пожилых людей старше 65 лет. Средний размер домохозяйства — 2,32, а семьи — 2,73 человека.
21,9 % населения — младше 18 лет, 4,3 % — в возрасте от 18 до 24 лет, 25,2 % — от 25 до 44, 29,9 % — от 45 до 64, и 18,8 % — старше 65 лет. Средний возраст — 44 года. На каждые 100 женщин приходилось 113,7 мужчин.  На каждые 100 женщин старше 18 приходилось 108,2 мужчин.
Средний годовой доход домохозяйства составлял 33 438 долларов, а средний годовой доход семьи —  39 306 долларов. Средний доход мужчин —  26 375  долларов, в то время как у женщин — 20 375. Доход на душу населения составил 16 531 доллар. За чертой бедности находились 6,5 % семей и 8,3 % всего населения тауншипа, из которых 8,2 % младше 18 и 8,7 % старше 65 лет.